# Eudule reversa
Eudule reversa är en fjärilsart som beskrevs av Paul Dognin 1913. Eudule reversa ingår i släktet Eudule och familjen mätare. Inga underarter finns listade i Catalogue of Life.